# Campionato europeo femminile di pallavolo 1963
Il campionato europeo femminile di pallavolo 1963 si è svolto dal 22 ottobre al 2 novembre 1963 a Brașov, Bucarest, Costanza e Craiova, in Romania: al torneo hanno partecipato tredici squadre nazionali europee e la vittoria finale è andata per la quinta volta, la seconda consecutiva, all'Unione Sovietica.

## Regolamento

### Formula
Le squadre hanno disputato una prima fase a gironi con formula del girone all'italiana; al termine della prima fase:
- Le prime due classificate di ogni girone hanno acceduto al girone per il primo posto, strutturato in un girone all'italiana, conservando i risultati degli scontri diretti.
- L'ultima classificata del girone A, C e D e le ultime due classificate del girone B hanno acceduto al girone per il nono posto, strutturato in un girone all'italiana (le squadre del girone D hanno conservato il risultato dello scontro diretto).

### Criteri di classifica
Sono stati assegnati 2 punti alla squadra vincente e 1 a quella sconfitta.
L'ordine del posizionamento in classifica è stato definito in base a:
- Punti;
- Ratio dei set vinti/persi;
- Ratio dei punti realizzati/subiti;
- Risultati degli scontri diretti.

## Squadre partecipanti
| Squadra          | Qualificazione      | Ultima partecipazione |
| ---------------- | ------------------- | --------------------- |
| Austria          | -                   | Cecoslovacchia 1958   |
| Bulgaria         | -                   | Cecoslovacchia 1958   |
| Cecoslovacchia   | -                   | Cecoslovacchia 1958   |
| Danimarca        | -                   | Debutto               |
| Germania Est     | -                   | Cecoslovacchia 1958   |
| Germania Ovest   | -                   | Cecoslovacchia 1958   |
| Jugoslavia       | -                   | Cecoslovacchia 1958   |
| Paesi Bassi      | -                   | Cecoslovacchia 1958   |
| Polonia          | -                   | Cecoslovacchia 1958   |
| Romania          | Paese organizzatore | Cecoslovacchia 1958   |
| Turchia          | -                   | Debutto               |
| Ungheria         | -                   | Cecoslovacchia 1958   |
| Unione Sovietica | -                   | Cecoslovacchia 1958   |

## Torneo

### Fase a gironi
| Girone A         | Girone B       | Girone C       | Girone D     |
| ---------------- | -------------- | -------------- | ------------ |
| Bulgaria         | Cecoslovacchia | Germania Ovest | Austria      |
| Turchia          | Danimarca      | Jugoslavia     | Germania Est |
| Unione Sovietica | Paesi Bassi    | Polonia        | Romania      |
| -                | Ungheria       | -              | -            |

#### Girone A

##### Risultati
| 22 ottobre 1963 ?, Bucarest Durata: ? - Spettatori: ? | Bulgaria         | 3 - 0 | Turchia  | 15-4, 15-3, 15-0  |
| 23 ottobre 1963 ?, Bucarest Durata: ? - Spettatori: ? | Unione Sovietica | 3 - 0 | Bulgaria | 15-8, 15-10, 15-9 |
| 24 ottobre 1963 ?, Bucarest Durata: ? - Spettatori: ? | Unione Sovietica | 3 - 0 | Turchia  | 15-1, 15-3, 15-0  |

##### Classifica
| Pos. | Squadra          | Pt | G | V | P | SV | SP | Ratio | PF | PS | Ratio |
| ---- | ---------------- | -- | - | - | - | -- | -- | ----- | -- | -- | ----- |
| 1.   | Unione Sovietica | 4  | 2 | 2 | 0 | 6  | 0  | MAX   | 90 | 31 | 2,903 |
| 2.   | Bulgaria         | 3  | 2 | 1 | 1 | 3  | 3  | 1,000 | 72 | 52 | 1,384 |
| 3.   | Turchia          | 2  | 2 | 0 | 2 | 0  | 6  | 0,000 | 11 | 90 | 0,122 |

      Qualificata al girone per il primo posto.
      Qualificata al girone per il nono posto.

#### Girone B

##### Risultati
| 22 ottobre 1963 ?, Craiova Durata: ? - Spettatori: ? | Cecoslovacchia | 3 - 0 | Danimarca   | 15-6, 15-4, 15-2          |
| 22 ottobre 1963 ?, Craiova Durata: ? - Spettatori: ? | Ungheria       | 3 - 0 | Paesi Bassi | 15-11, 15-11, 16-14       |
| 23 ottobre 1963 ?, Craiova Durata: ? - Spettatori: ? | Paesi Bassi    | 3 - 0 | Danimarca   | 15-0, 15-2, 15-2          |
| 23 ottobre 1963 ?, Craiova Durata: ? - Spettatori: ? | Cecoslovacchia | 3 - 1 | Ungheria    | 15-3, 9-15, 15-10, 16-14  |
| 24 ottobre 1963 ?, Craiova Durata: ? - Spettatori: ? | Ungheria       | 3 - 0 | Danimarca   | 15-0, 15-5, 15-2          |
| 24 ottobre 1963 ?, Craiova Durata: ? - Spettatori: ? | Cecoslovacchia | 3 - 1 | Paesi Bassi | 15-13, 18-16, 12-15, 15-9 |

##### Classifica
| Pos. | Squadra        | Pt | G | V | P | SV | SP | Ratio | PF  | PS  | Ratio |
| ---- | -------------- | -- | - | - | - | -- | -- | ----- | --- | --- | ----- |
| 1.   | Cecoslovacchia | 6  | 3 | 3 | 0 | 9  | 2  | 4,500 | 160 | 107 | 1,495 |
| 2.   | Ungheria       | 5  | 3 | 2 | 1 | 7  | 3  | 2,333 | 133 | 98  | 1,357 |
| 3.   | Paesi Bassi    | 4  | 3 | 1 | 2 | 4  | 6  | 0,666 | 134 | 110 | 1,218 |
| 4.   | Danimarca      | 3  | 3 | 0 | 3 | 0  | 9  | 0,000 | 23  | 135 | 0,170 |

      Qualificata al girone per il primo posto.
      Qualificata al girone per il nono posto.

#### Girone C

##### Risultati
| 22 ottobre 1963 ?, Costanza Durata: ? - Spettatori: ? | Polonia    | 3 - 0 | Germania Ovest | 15-1, 15-6, 15-5          |
| 23 ottobre 1963 ?, Costanza Durata: ? - Spettatori: ? | Polonia    | 3 - 0 | Jugoslavia     | 15-10, 15-7, 15-8         |
| 24 ottobre 1963 ?, Costanza Durata: ? - Spettatori: ? | Jugoslavia | 3 - 1 | Germania Ovest | 16-14, 15-2, 13-15, 15-11 |

##### Classifica
| Pos. | Squadra        | Pt | G | V | P | SV | SP | Ratio | PF | PS  | Ratio |
| ---- | -------------- | -- | - | - | - | -- | -- | ----- | -- | --- | ----- |
| 1.   | Polonia        | 4  | 2 | 2 | 0 | 6  | 0  | MAX   | 90 | 37  | 2,432 |
| 2.   | Jugoslavia     | 3  | 2 | 1 | 1 | 3  | 4  | 0,750 | 84 | 87  | 0,965 |
| 3.   | Germania Ovest | 2  | 2 | 0 | 2 | 1  | 6  | 0,166 | 54 | 104 | 0,519 |

      Qualificata al girone per il primo posto.
      Qualificata al girone per il nono posto.

#### Girone D

##### Risultati
| 22 ottobre 1963 ?, Costanza Durata: ? - Spettatori: ? | Romania      | 3 - 0 | Austria      | 15-0, 15-0, 15-3          |
| 23 ottobre 1963 ?, Costanza Durata: ? - Spettatori: ? | Romania      | 3 - 1 | Germania Est | 15-12, 16-18, 15-12, 15-3 |
| 24 ottobre 1963 ?, Costanza Durata: ? - Spettatori: ? | Germania Est | 3 - 0 | Austria      | 15-1, 15-0, 15-0          |

##### Classifica
| Pos. | Squadra      | Pt | G | V | P | SV | SP | Ratio | PF  | PS | Ratio |
| ---- | ------------ | -- | - | - | - | -- | -- | ----- | --- | -- | ----- |
| 1.   | Romania      | 4  | 2 | 2 | 0 | 6  | 1  | 6,000 | 106 | 48 | 2,208 |
| 2.   | Germania Est | 3  | 2 | 1 | 1 | 4  | 3  | 1,333 | 90  | 62 | 1,451 |
| 3.   | Austria      | 2  | 2 | 0 | 2 | 0  | 6  | 0,000 | 4   | 90 | 0,044 |

      Qualificata al girone per il primo posto.
      Qualificata al girone per il nono posto.

### Fase finale

#### Girone 1º posto

##### Risultati
| 26 ottobre 1963 ?, Costanza Durata: ? - Spettatori: ?          | Ungheria         | 3 - 2 | Jugoslavia     | 15-12, 13-15, 15-10, 14-16, 15-8 |
| 26 ottobre 1963 ?, Costanza Durata: ? - Spettatori: ?          | Polonia          | 3 - 2 | Germania Est   | 15-12, 10-15, 13-15, 15-3, 15-9  |
| 26 ottobre 1963 ?, Costanza Durata: ? - Spettatori: ?          | Unione Sovietica | 3 - 0 | Cecoslovacchia | 15-6, 15-9, 15-11                |
| 26 ottobre 1963 ?, Costanza Durata: ? - Spettatori: ?          | Romania          | 3 - 2 | Bulgaria       | 13-15, 15-12, 3-15, 15-11, 15-11 |
| 27 ottobre 1963 ?, Costanza Durata: ? - Spettatori: ?          | Unione Sovietica | 3 - 0 | Jugoslavia     | 15-5, 15-5, 15-6                 |
| 27 ottobre 1963 ?, Costanza Durata: ? - Spettatori: ?          | Bulgaria         | 3 - 2 | Cecoslovacchia | 11-15, 15-10, 15-8, 12-15, 15-7  |
| 27 ottobre 1963 ?, Costanza Durata: ? - Spettatori: ?          | Germania Est     | 3 - 0 | Ungheria       | 15-7, 15-3, 15-13                |
| 27 ottobre 1963 ?, Costanza Durata: ? - Spettatori: ?          | Polonia          | 3 - 0 | Romania        | 15-12, 15-11, 15-5               |
| 28 ottobre 1963 ?, Costanza Durata: ? - Spettatori: ?          | Bulgaria         | 3 - 1 | Jugoslavia     | 12-15, 15-0, 15-5, 15-11         |
| 28 ottobre 1963 ?, Costanza Durata: ? - Spettatori: ?          | Unione Sovietica | 3 - 0 | Ungheria       | 15-11, 15-8, 15-2                |
| 28 ottobre 1963 ?, Costanza Durata: ? - Spettatori: ?          | Polonia          | 3 - 0 | Cecoslovacchia | 15-2, 17-15, 15-10               |
| 29 ottobre 1963 ?, Costanza Durata: ? - Spettatori: ?          | Bulgaria         | 3 - 1 | Ungheria       | 15-4, 13-15, 16-14, 15-11        |
| 29 ottobre 1963 ?, Costanza Durata: ? - Spettatori: ?          | Unione Sovietica | 3 - 0 | Germania Est   | 15-11, 15-4, 15-2                |
| 29 ottobre 1963 ?, Costanza Durata: ? - Spettatori: ?          | Romania          | 3 - 1 | Cecoslovacchia | 5-15, 15-11, 15-6, 16-14         |
| 31 ottobre 1963 ?, Costanza Durata: ? - Spettatori: ?          | Romania          | 3 - 0 | Jugoslavia     | 15-7, 15-12, 15-11               |
| 31 ottobre 1963 ?, Costanza Durata: ? - Spettatori: ?          | Polonia          | 3 - 1 | Ungheria       | 15-5, 15-6, 10-15, 15-12         |
| 31 ottobre 1963 ?, Costanza Durata: ? - Spettatori: ?          | Germania Est     | 3 - 0 | Cecoslovacchia | 15-7, 15-6, 15-7                 |
| 1º novembre 1963 ?, Costanza Durata: ? - Spettatori: ?         | Cecoslovacchia   | 3 - 0 | Jugoslavia     | 15-2, 15-9, 15-7                 |
| 1º novembre ottobre 1963 ?, Costanza Durata: ? - Spettatori: ? | Germania Est     | 3 - 0 | Bulgaria       | 15-7, 15-5, 15-4                 |
| 1º novembre ottobre 1963 ?, Costanza Durata: ? - Spettatori: ? | Unione Sovietica | 3 - 2 | Polonia        | 8-15, 15-8, 15-17, 15-4, 15-10   |
| 1º novembre 1963 ?, Costanza Durata: ? - Spettatori: ?         | Romania          | 3 - 0 | Ungheria       | 15-8, 15-11, 15-11               |
| 2 novembre 1963 ?, Costanza Durata: ? - Spettatori: ?          | Germania Est     | 3 - 0 | Jugoslavia     | 15-11, 15-10, 18-16              |
| 2 novembre 1963 ?, Costanza Durata: ? - Spettatori: ?          | Unione Sovietica | 3 - 0 | Romania        | 15-0, 15-8, 15-3                 |
| 2 novembre 1963 ?, Costanza Durata: ? - Spettatori: ?          | Polonia          | 3 - 2 | Bulgaria       | 15-10, 15-3, 5-15, 14-16, 15-10  |

##### Classifica
| Pos. | Squadra          | Pt | G | V | P | SV | SP | Ratio  | PF  | PS  | Ratio |
| ---- | ---------------- | -- | - | - | - | -- | -- | ------ | --- | --- | ----- |
| 1.   | Unione Sovietica | 14 | 7 | 7 | 0 | 21 | 2  | 10,500 | 338 | 149 | 2,268 |
| 2.   | Polonia          | 13 | 7 | 6 | 1 | 20 | 8  | 2,500  | 378 | 294 | 1,285 |
| 3.   | Romania          | 12 | 7 | 5 | 2 | 15 | 10 | 1,500  | 302 | 305 | 0,990 |
| 4.   | Germania Est     | 11 | 7 | 4 | 3 | 15 | 9  | 1,666  | 299 | 270 | 1,107 |
| 5.   | Bulgaria         | 10 | 7 | 3 | 4 | 13 | 16 | 0,812  | 322 | 335 | 0,961 |
| 6.   | Cecoslovacchia   | 9  | 7 | 2 | 5 | 9  | 16 | 0,562  | 264 | 316 | 0,835 |
| 7.   | Ungheria         | 8  | 7 | 1 | 6 | 6  | 20 | 0,300  | 270 | 365 | 0,739 |
| 8.   | Jugoslavia       | 7  | 7 | 0 | 7 | 3  | 21 | 0,142  | 218 | 357 | 0,610 |

#### Girone 9º posto

##### Risultati
| 26 ottobre 1963 ?, Brașov Durata: ? - Spettatori: ? | Turchia        | 3 - 0 | Danimarca      | 15-9, 15-5, 15-2                |
| 26 ottobre 1963 ?, Brașov Durata: ? - Spettatori: ? | Paesi Bassi    | 3 - 0 | Austria        | 15-1, 15-0, 15-0                |
| 27 ottobre 1963 ?, Brașov Durata: ? - Spettatori: ? | Turchia        | 3 - 1 | Germania Ovest | 19-17, 12-15, 15-7, 15-12       |
| 28 ottobre 1963 ?, Brașov Durata: ? - Spettatori: ? | Austria        | 3 - 2 | Danimarca      | 15-6, 14-16, 8-15, 15-12, 15-13 |
| 28 ottobre 1963 ?, Brașov Durata: ? - Spettatori: ? | Paesi Bassi    | 3 - 0 | Germania Ovest | 15-8, 15-8, 15-3                |
| 29 ottobre 1963 ?, Brașov Durata: ? - Spettatori: ? | Germania Ovest | 3 - 0 | Austria        | 15-11, 15-9, 15-4               |
| 29 ottobre 1963 ?, Brașov Durata: ? - Spettatori: ? | Paesi Bassi    | 3 - 0 | Turchia        | 15-8, 15-8, 15-9                |
| 30 ottobre 1963 ?, Brașov Durata: ? - Spettatori: ? | Germania Ovest | 3 - 0 | Danimarca      | 15-6, 15-4, 15-5                |
| 30 ottobre 1963 ?, Brașov Durata: ? - Spettatori: ? | Turchia        | 3 - 0 | Austria        | 15-2, 15-3, 15-3                |

##### Classifica
| Pos. | Squadra        | Pt | G | V | P | SV | SP | Ratio | PF  | PS  | Ratio |
| ---- | -------------- | -- | - | - | - | -- | -- | ----- | --- | --- | ----- |
| 1.   | Paesi Bassi    | 8  | 7 | 4 | 0 | 12 | 0  | MAX   | 180 | 49  | 3,673 |
| 2.   | Turchia        | 7  | 7 | 3 | 1 | 9  | 4  | 2,250 | 176 | 120 | 1,466 |
| 3.   | Germania Ovest | 6  | 7 | 2 | 2 | 7  | 6  | 1,166 | 160 | 145 | 1,103 |
| 4.   | Austria        | 5  | 7 | 1 | 3 | 3  | 11 | 0,272 | 100 | 197 | 0,507 |
| 5.   | Danimarca      | 4  | 7 | 0 | 4 | 2  | 12 | 0,166 | 97  | 202 | 0,480 |

## Classifica finale
| Pos     | Squadra          |
| ------- | ---------------- |
| Oro     | Unione Sovietica |
| Argento | Polonia          |
| Bronzo  | Romania          |
| 4       | Germania Est     |
| 5       | Bulgaria         |
| 6       | Cecoslovacchia   |
| 7       | Ungheria         |
| 8       | Jugoslavia       |
| 9       | Paesi Bassi      |
| 10      | Turchia          |
| 11      | Germania Ovest   |
| 12      | Austria          |
| 13      | Danimarca        |

|  | Qualificata ai Giochi della XVIII Olimpiade. |